# Ihar Pyrch
Ihar Iwanawicz Pyrch (biał. Ігар Іванавіч Пырх, ros. Игор Иванович Пырх, Igor Iwanowicz Pyrch; ur. 16 maja 1948, zm. 23 marca 1999) – białoruski polityk, w latach 1990–1995 deputowany do Rady Najwyższej Białoruskiej SRR/Rady Najwyższej Republiki Białorusi XII kadencji; członek Opozycji BNF – frakcji parlamentarnej partii Białoruski Front Ludowy (Biełaruski Narodny Front) – o charakterze antykomunistycznym i niepodległościowym; pułkownik milicji.

## Życiorys
Urodził się 16 maja 1948 roku. Ukończył Mińską Wyższą Szkołę Ministerstwa Spraw Wewnętrznych. Pełnił służbę w milicji w stopniu pułkownika, był jednym z szefów milicji w Homlu. W 1990 roku został deputowanym ludowym do Rady Najwyższej Białoruskiej SRR XII kadencji z Homelskiego-Puszkińskiego Okręgu Wyborczego Nr 197. Początkowo należał do frakcji parlamentarnej Klub Demokratyczny. 16 maja 1990 roku, wraz z 14 innymi deputowanymi z Klubu, podpisał deklarację o utworzeniu opozycji parlamentarnej (Opozycji BNF), zainicjowaną przez Grupę Deputacką BNF. Od tego czasu zazwyczaj popierał działania Opozycji BNF, podpisywał się pod jej dokumentami, głosował zgodnie z jej polityką. Ze względu na kierownicze stanowisko w milicji nie mógł formalnie wejść w skład tej frakcji, jednak nieoficjalnie deklarował się jako jej członek i utrzymywał kontakty z homelskim oddziałem Białoruskiego Frontu Ludowego. Wchodził w skład Komisji Rady Najwyższej ds. Ekologii i Racjonalnego Wykorzystania Zasobów Naturalnych, a także Czasowej Komisji Rady Najwyższej ds. Oceny Działalności Osób Służbowych i Innych Odpowiedzialnych w Związku z Likwidacją Skutków Awarii w Elektrowni Atomowej w Czarnobylu.
Na nadzwyczajnej, piątej sesji Rady Najwyższej w sierpniu 1991 roku został wybrany na stanowisko przewodniczącego nowo utworzonej Czasowej Komisji Rady Najwyższej ds. Oceny Działalności członków PKSW i Popierających Ich Tworów Społeczno-Politycznych, Organów Władzy i Administracji Państwowej, Urzędników i Obywateli. Prace komisji pod jego kierownictwem ujawniły masowe poparcie dla puczu Janajewa ze strony białoruskiej nomenklatury komunistycznej, funkcjonariuszy i działaczy państwowych. Brał udział w opracowaniu i przyjęciu Deklaracji o Państwowej Suwerenności Białorusi, przygotowaniu projektów ustaw na nadzwyczajnej sesji Rady Najwyższej 24–25 sierpnia 1991 roku, w czasie której ogłoszono niepodległość Białorusi.
Wchodził w skład delegacji Opozycji BNF skierowanej na Litwę w czasie interwencji wojsk sowieckich w styczniu 1991 roku. Delegacja, w której skład wchodzili jeszcze Barys Giunter i Siarhiej Nawumczyk, wyraziła poparcie dla litewskich dążeń niepodległościowych. Ihar Pyrch omawiał wówczas z Vytautasem Landsbergisem kwestię ewentualnej zbrojnej obrony Sejmu przed wojskami radzieckimi.
Współautor szeregu projektów ustaw, w tym O milicji i organach porządkowych. Wyraził solidarność i poparcie dla głodówki deputowanych Opozycji BNF 11–12 kwietnia 1995 roku w Sali Owalnej parlamentu, ogłoszonej na znak protestu przeciwko zainicjowanemu przez prezydenta Łukaszenkę referendum na temat wprowadzenia języka rosyjskiego jako drugiego języka państwowego, zmiany symboli państwowych Białorusi (biało-czerwono-białej flagi i herbu Pogoni) na symbole nawiązujące do sowieckich, integracji ekonomicznej z Federacją Rosyjską i prawie prezydenta do rozwiązywania parlamentu. Osobiście nie mógł uczestniczyć w proteście ze względu na stan zdrowia.
W 2010 roku Zianon Pazniak opisał w swoich wspomnieniach Ihara Pyrcha następująco:

Żyło w nim niepohamowane pragnienie sprawiedliwości i jednocześnie – dezaprobata dla całego tego sowieckiego systemu władzy i administracji ze wszystkimi jego ciemnymi sprawami, które znał, będąc formalnie częścią obrony tego systemu (…) Przy całej jego solidności i stopniu pułkownika, Ihar Pyrch był człowiekiem emocjonalnym. Jego emocje miały charakter wewnętrzny. Wiele rzeczy przeżywał i brał do serca (…) Tak jak Ihar Hiermianczuk, za wcześnie zszedł z tego świata. To napięcie i walka, którą musieli przeżyć nasi opozycyjni deputowani, nie minęły bez śladu. Bezrobocie, biedne życie, wygnanie i śmierć – oto cena za wolność i niezależność pod władzą ciemności, która nastała później.